# Ouroboros

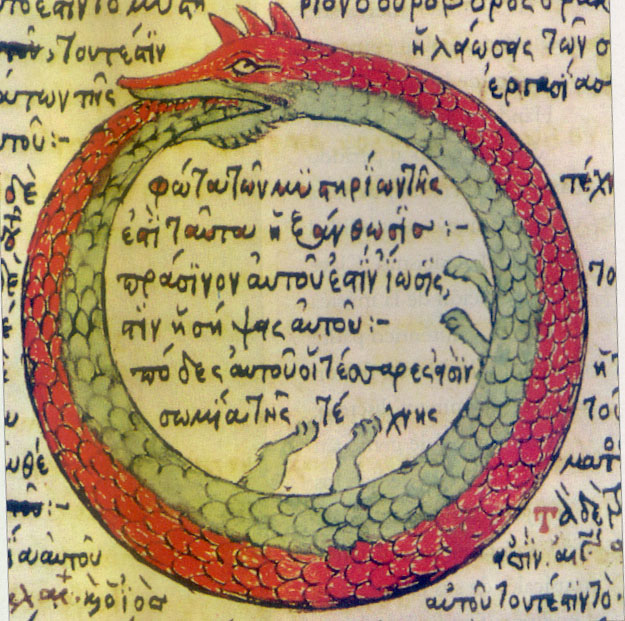
De Ouroboros in een Grieks manuscript

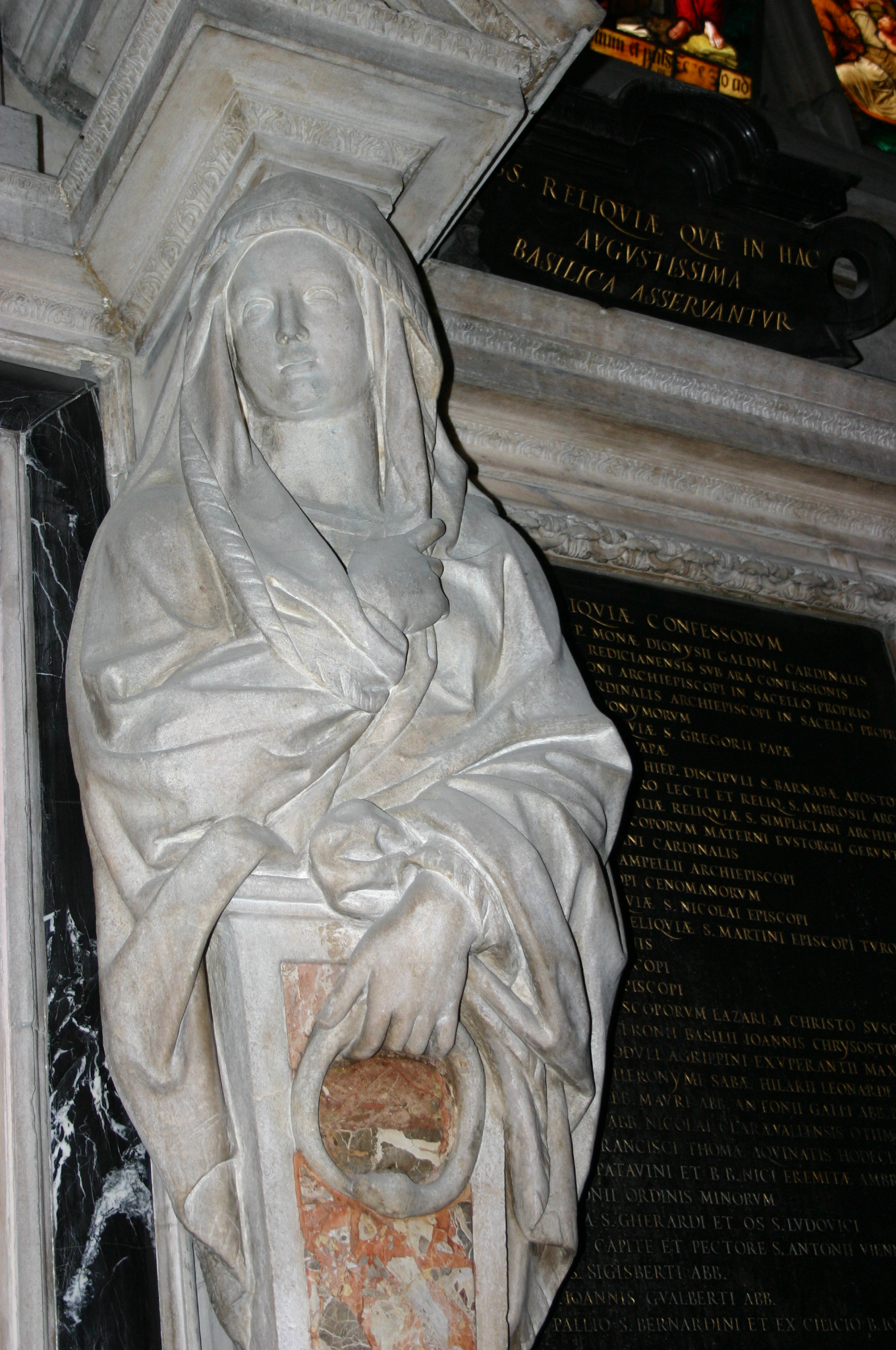
Kariatide houdt de Ouroboros vast

De Ouroboros (Oudgrieks οὐροβόρος, "staart-eter") is een symbool uit de alchemie, en een van de oudste mythische symbolen ter wereld. Het komt voor in de Azteekse mythologie, de Chinese mythologie en in vele andere. Het is een afbeelding van een slang of een draak die in zijn eigen staart bijt (deze opeet) en op die manier een eeuwige cirkel vormt.
Het symboliseert de cyclische aard van de natuur, het eeuwige terugkeren en de eenheid van alles. Er zijn talloze verschijningsvormen van deze slang. In sommige afbeeldingen is de slang half lichtgekleurd (of wit) en half donkergekleurd (of zwart) wat een twee-eenheid voorstelt, zoals Yin Yang. De Noorse mythologie kent ook zo'n slang, hij heet daar Jörmungandr, Jormungand of Midhgardhsormr. Ook het Indiase beeld van Shiva Nataraja staat midden in de cirkelvorm van een Ouroboros.

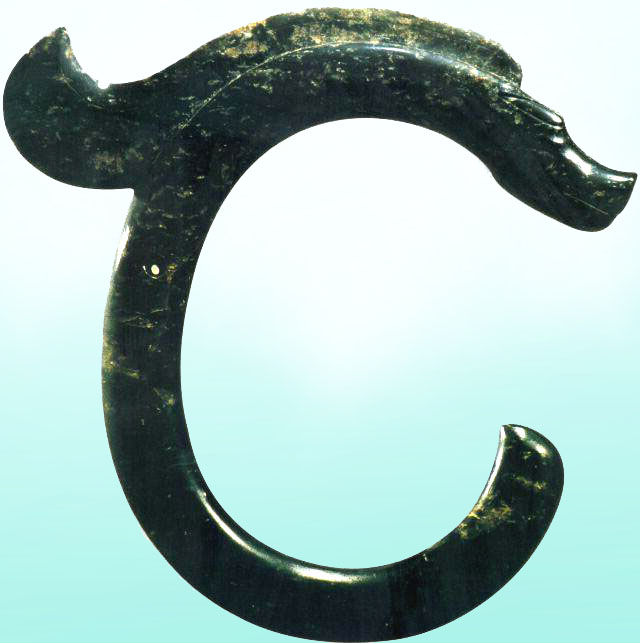
Draak van jade, Hongshan cultuur uit het neolithicum

Afbeeldingen van de varkensdraak (猪龍, zhulong) van de Hongshancultuur uit 4700-2200 v.Chr. in China waren gemaakt uit jade. Ze hebben mogelijk hun weg gevonden via de aloude zijderoutes, en worden teruggevonden in het Oude Egypte van circa 1600 v.Chr. Uit het Oude Egypte werd het symbool overgeleverd aan de Feniciërs en dan aan de Griekse filosofen, die er de naam Ouroborus aan gaven.
De Ouroboros komt als symbool ook voor in het vroege fantasyboek De Worm Ouroboros door E.R. Eddison en in de Amerikaanse televisieseries Millennium en Hemlock Grove. Een variant met twee slangen komt voor als de Auryn in Het oneindige verhaal van Michael Ende. Ook speelt de Ouroboros een rol in de Japanse serie Fullmetal Alchemist, waarvan twee anime's en een manga zijn gemaakt. Het speelt ook een rol in de Netflix-serie Teen Wolf, seizoen 5 en in de serie The Originals, seizoen 4, als "The Hollow" en "Dark". 

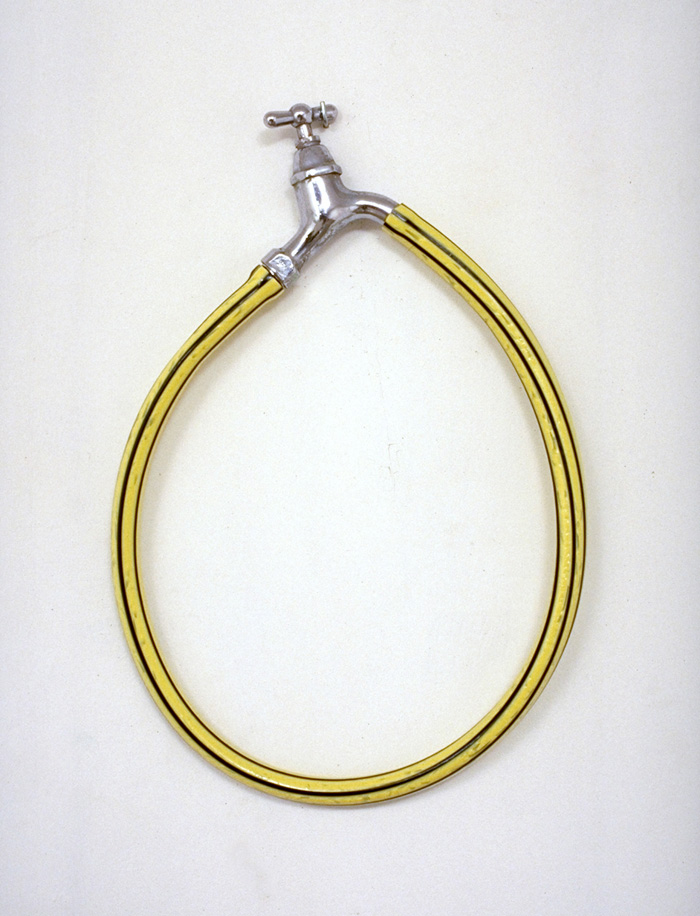
Kraan zonder titel, Henck van Dijck1986
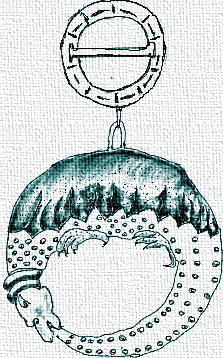
Orde van de Draak (Hongarije)